# Trachelas robustus
Espèce
Trachelas robustus est une espèce d'araignées aranéomorphes de la famille des Trachelidae.

## Distribution
Cette espèce est endémique du Brésil.

## Publication originale
- Keyserling, 1891 : Die Spinnen Amerikas. Brasilianische Spinnen. Nürnberg, vol. 3, p. 1-278 (texte intégral).